# 大竹 (彰化縣)
大竹，原稱大竹圍，是臺灣彰化縣彰化市的一個地名，位於該市中部偏東南。相較於今日行政區，其範圍大致包括國聖里東南端、竹中里不含東北端、大竹里不含最北端、安溪里不含西北端及西部中段、福山里東南端、香山里西南部、桃源里東部中段及東南端、快官里最西端、石牌里最西端。

## 歷史
台灣清治末期至日治初期，大竹地區為一街庄，稱為「大竹圍庄」，隸屬於線東堡。該庄輪廓南北狹長而且南寬北窄，北與阿夷庄、渡船頭庄為鄰，東與番社口庄為鄰，南邊為快官庄、橋仔頭庄，西邊為南門口庄、牛稠仔庄。
1901年（日治明治三十四年）11月，該庄隸屬於彰化廳。1909年（明治四十二年）10月，改隸屬於臺中廳。1920年（大正九年），該庄改制並改名為「大竹」大字，隸屬於臺中州彰化郡大竹庄，大字下有「大竹」、「安溪寮」小字名。1933年12月，彰化街合併南郭庄、大竹庄，升格成為彰化市。
戰後彰化市隸屬於彰化縣，大字亦改制為里。

## 交通
省道台14線（彰南路二段）為彰化至南投廬山的幹道，大致以橫向經過本地區北部，往西可前往中庄子接省道台1線，往東轉東南可前往芬園、草屯、埔里、廬山等地。
縣道139號（六股路、大彰路）是新港至鹿谷初鄉的道路，大致以橫向經過本地區南部邊界地帶，往西北可前往彰化市區、新港，往東南可前往南投、集集、鹿谷等地。

## 學校
- 大竹國小